# Oleg Tikhobaev
 (août 2014).
Si vous disposez d'ouvrages ou d'articles de référence ou si vous connaissez des sites web de qualité traitant du thème abordé ici, merci de compléter l'article en donnant les références utiles à sa vérifiabilité et en les liant à la section « Notes et références ».
Oleg Tikhobaev (né le 26 juillet 1990) est un nageur russe, spécialiste de nage libre.
Il remporte la médaille de bronze sur relais 4 x 100 m nage libre lors des Championnats d'Europe de natation 2012 à Debrecen.